# Tortilia graeca
Tortilia graeca ist ein Schmetterling aus der Familie der Stathmopodidae. Die Typuslokalität ist Monemvasia in der Provinz Lakonien im Süden Griechenlands. T. graeca  ist die einzige bisher in Europa nachgewiesene Tortilia-Art.

## Merkmale
Die Falter erreichen eine Flügelspannweite von 8 bis 10 Millimeter. Der Kopf ist fahl gelb. Die Fühler schimmern gelblich braun und sind in der distalen Hälfte einfach gesägt. Der Thorax ist dunkelbraun und an den Seiten fahl gelb. Die Beine sind hellockergelb, die Hintertibien haben eine sporadische bräunliche Beschuppung. Die Tegulae sind fahl gelb, die Vorderflügel sind ebenfalls fahl gelb. Ein dunkelbrauner basaler Fleck befindet sich zwischen Kostallader und Kostalfalte. Ein graubrauner basaler Strich befindet sich auf dem Flügelinnenrand. Eine dunkelbraune trapezförmige Binde beginnt an der Kostalader und erreicht kurz vor der Mitte den Flügelinnenrand. Eine dunkelbraune, diagonal nach außen verlaufende Binde befindet sich am Apex. Die Fransenschuppen sind gelblich braun. Die Hinterflügel glänzen in der ersten Hälfte hellgrau, in der zweiten Hälfte sind sie grau und grob beschuppt. Das Abdomen ist graubraun, das Afterbüschel ist fahl gelb. 
Bei den Männchen sind Tegumen mit Uncus und Gnathos ungefähr so lang oder geringfügig länger als die Valven. Die Valven sind mehr oder weniger rechteckig, die Kosta ist höckerförmig. Der Sacculus tritt in der Mitte höckerförmig hervor. Der Aedeagus hat keine  Cornuti und an der Spitze einen hakenartig gekrümmten Fortsatz.
Bei den Weibchen ist das Antrum breit und mit winzigen Stacheln besetzt. Das Corpus bursae ist mit einem großen Signum versehen. Auf der Bulla befinden sich zwei Stachelflecke unterschiedlicher Größe. Das große Signum und das Vorhandensein von nur zwei Stachelflecken unterscheidet die Art von T. charadritis.

### Ähnliche Arten
T. graeca unterscheidet sich von Tortilia charadritis durch den seitlich gelb gefärbten Thorax und die deutlich ausgeprägtere Zeichnung auf den Vorderflügeln.

## Verbreitung
Tortilia graeca ist in Griechenland einschließlich Kreta und der Türkei beheimatet.

## Biologie
Die Biologie der Art ist bisher unbekannt. Die Falter fliegen im Juni und Juli und kommen ans Licht.